# L'Anneau et le Livre
The Ring and the Book
The Ring and the Book (L'Anneau et le Livre) est un long poème narratif de 21 000 vers, regroupés dans quatre volumes, que Robert Browning fit paraître entre novembre 1868 et février 1869. L'ouvrage rencontra d'emblée un succès considérable. La critique parla de chef-d’œuvre du siècle ; Browning devint le digne héritier de Shakespeare.

## La naissance du livre
Par une belle journée de juin 1860, à Florence, où il réside depuis plus de dix ans, Robert Browning achète à un bouquiniste de la place San Lorenzo un « vieux livre, jaune, carré », petit in-quarto aux plats de vélin ridé, qui le fascine et aussitôt l’inspire ; il sent tout ce que son art de poète pourrait tirer d’un « fait à l’état brut, sécrété par la vie humaine ».
Ce « vieux livre jaune », dénué de toute valeur littéraire, réunit les documents relatifs à l’affaire Franceschini, un procès pour meurtre qui se tint à Rome en 1698 : dépositions, témoignages, attestations, lettres, plaidoiries, jugement, etc. Vingt-et-une séries de documents rassemblés par un avocat florentin, Cencini, qui les fit relier en vélin : « Exposé de tous les faits de la cause criminelle contre Guido Franceschini, noble homme d’Arezzo, et ses soudards, qui furent mis à mort à Rome le 22 février 1698, le premier par décollation, les quatre autres par la potence. Affaire criminelle à Rome. Où on dispute de savoir si et quand un mari peut tuer sa femme adultère sans encourir la peine habituelle. »
Pourquoi Robert Browning se passionne-t-il immédiatement pour l’affaire ? Est-ce parce que l’histoire de la fuite du beau prêtre Caponsacchi et de la jeune Pompilia, qui tentent d’échapper au terrible Guido Franceschini, fait écho en lui à sa propre hardiesse, lorsqu’il enleva Elizabeth Barrett pour la sauver des griffes de son père, s’enfuyant avec elle et l’épousant en secret en 1846 ? Sans doute, mais il y a beaucoup plus : l’histoire grotesque de ce triple meurtre est une formidable démonstration des thèmes qui lui sont chers. Soutenu dans son projet par son ami Thomas Carlyle, il entreprend l’écriture de son poème à Londres à l’automne 1864, trois ans après la mort de sa femme, et s’y attelle, en véritable alchimiste, pendant près de quatre ans, alternant les phases de recherches et d’écriture.
Reprenant la matière du « vieux livre jaune », Browning décide de raconter l’histoire de Guido et Pompilia du point de vue des différents protagonistes de l’affaire, en douze monologues dramatiques.
Dans le premier, « L’Anneau et le Livre », le poète expose une première fois l’affaire, mais aussi son propre projet et sa méthode. Suivent dix monologues dans lesquels on entend successivement les voix du peuple de Rome, partagé pour moitié entre les partisans de l’assassin et ses accusateurs ; la noblesse romaine et ses dignitaires de haut rang ; le comte Guido Franceschini, mari cruel et jaloux, qui a assassiné sa jeune femme Pompilia et ses beaux-parents, Violante et Pietro Comparini ; le jeune et beau prêtre Giuseppe Caponsacchi qui a tenté en vain de sauver la pauvre femme ; Pompilia elle-même,
qui agonise quatre jours durant après avoir reçu vingt-deux coups de poignard de la main de son mari, et se confesse sur son lit de mort ; les avocats des deux parties, Arcangeli et Bottini, qui s’affrontent à coups de prouesses rhétoriques et multiplient les arguties ; enfin le vieux pape Innocent XII en personne, à qui la défense a fait appel en dernier recours pour tenter de sauver la tête de l’assassin et de ses quatre complices. La voix du poète, refusant toute posture d’autorité sur l’affaire, résonne à nouveau dans le douzième et
dernier livre, « Le Livre et l’Anneau », avant de s’éteindre sur un vibrant hommage à sa femme, la poétesse Elizabeth Barrett Browning.

## Une réception critique enthousiaste
Il y a évidemment l’affaire criminelle elle-même, pour laquelle le lecteur se passionne d’emblée – les zones d’ombre s’éclairant d’un monologue à l’autre jusqu’à lever le voile. Il y a l’ampleur et le souffle de l’expression poétique, l’intensité et l’originalité de la narration de Browning, le grotesque et l’humour permettant une respiration là où la tension devient insoutenable.
Comme l'écrit Gilbert Keith Chesterton en 1903 : « Dans son essence, L'Anneau et le Livre est le grand poème épique du XIXe siècle ; mais c’est aussi, avant l’heure, un étonnant roman policier, dont la technique narrative préfigure William Faulkner ». Chesterton encore, cité par Georges Connes : « C’est donc l’essence même du génie de Browning, et de L'Anneau et le Livre, d’être la gigantesque multiplication d’un petit sujet ; et c’est une critique suprêmement vide que celle qui se plaint que l’histoire soit banale et sordide ; car toute l’intention de l’œuvre est justement de montrer l’infinité de bien et de mal spirituels qu’il peut y avoir dans une histoire banale et sordide… Voilà pourquoi l’Anneau et le Livre est l’épopée caractéristique de notre temps »,. Borges, dans ses Cours de littérature anglaise, précise à juste titre que si L’Anneau et le Livre avait été écrit en prose, Browning serait considéré, à côté de Henry James, comme « l’un des pères de la modernité ».
Henry James : " L'Anneau et le Livre est tellement vaste et d'une construction tellement gothique, se déployant  et s'élevant et se ramifiant à une telle échelle, couvrant un tel domaine, dressant tant de pinacles et de tours et d'audacieuses excroissances, plantant si solidement ses transepts et chapelles et portiques, son énormité compacte ou son abondance démesurée, que, lors de toute première approche, nous ne pouvons que marcher autour, lentement, vaguement, avec une certaine perplexité, et nous demandant en quel point nous ferions mieux de tenter une entrée qui économisera nos pas et allégera notre incertitude, qui nous permettra le mieux d'atteindre notre chaise personnelle, notre chapelle ou notre autel attribués, une fois à l'intérieur.".

## Extraits
« Vous voyez ce vieux livre, jaune, carré, que je lance en l'air, que je rattrape, que je fais tourner en le tenant par ses plats de vélin ridé ? C'est du fait à l'état brut, sécrété par la vie humaine, quand les cœurs palpitaient fort, les cerveaux battaient, inondés par la montée du sang, il y a deux siècles. Voyez-le vous-même. J'ai trouvé ce livre, en ai donné une lire, huit pence d'Angleterre tout juste (remarquez la prédestination) quand une Main, toujours au-dessus de mon épaule, m'a donné une poussée, [...] »

« So you see this square old yellow Book, I toss

In the air, and catch again, and twirl about

By the crumpled vellum covers, pure crude fact

Secreted from man's life when hearts beat hard,

And brains, high-blooded, ticked two centuries since?

Examine it yourselves! I found this book,

Gave a lira for it, eightpence English just,

(Mark the predestination!) when a Hand,

Always above my shoulder, pushed me once, [...] »

« Je vais donc remettre en scène ce drame de jadis. Il va se dérouler à nouveau, pour que les hommes puissent en juger, non, sans doute, à l'aide de leurs sens, de leur vue, lesquels, en mettant les choses au mieux, n'acquièrent qu'une connaissance imparfaite ; car quel mortel a jamais perçu de façon intégrale comment le cœur meut le cerveau, et l'une et l'autre main ? Donc, pas de vérité trop pure pour être digérée par l'homme ; mais le vrai mélangé au faux, le lait dont on peut se nourrir actuellement, non la forte viande qu'il sera peut-être capable de supporter un jour ; juger, donc, sur des voix ; ce que nous appelons le témoignage ; tumulte qui se répercute, fait vivant dont le bruit s'assourdit, discuté, répandu, dispersé en murmures ; et pourtant source de tout qu'il semble que nous apprenions ; car que savons-nous, sinon ce que des mots nous apportent ? »

## Les éditions françaises
- Robert Browning (trad. Georges Connes ; avec une étude documentaire), L'Anneau et le Livre, Paris, Gallimard, 1959 (épuisé).
- Robert Browning (trad. Georges Connes, préf. Marc Porée ; étude documentaire de Georges Connes), L'Anneau et le Livre : édition bilingue, Paris, Le Bruit du temps, 2009.